# Pseudonympha narycia
Pseudonympha narycia är en fjärilsart som beskrevs av Hans Daniel Johan Wallengren 1857. Pseudonympha narycia ingår i släktet Pseudonympha och familjen praktfjärilar. Inga underarter finns listade.